# Devendra amaiti
Espèce
Devendra amaiti est une espèce d'araignées aranéomorphes de la famille des Zoropsidae.

## Distribution
Cette espèce est endémique du Sri Lanka. Elle se rencontre vers Nuwara Eliya

## Description
La femelle holotype mesure 4,67 mm.

## Publication originale
- Polotow & Griswold, 2017 : Cleaning old cabinets: revealing the taxonomy of Sri Lankan wolf spiders (Araneae, Udubidae and Zoropsidae). Zootaxa, no 4362(1), p. 51-74.